# Warner Bros. Ranch
Pour les articles homonymes, voir Warner.
Le Warner Bros. Ranch est un ranch de cinéma situé à Burbank en Californie, à côté de Los Angeles. Anciennement propriété de Columbia Pictures, il fut successivement appelé Columbia Ranch, puis The Burbank Studios avant de prendre son nom actuel. Situé au nord-ouest des studios Warner Bros., cet endroit sert de lieu de tournage pour les productions de Warner Bros. Entertainment, ainsi que pour des studios tiers.
S’y trouvent également les bureaux du studio Warner Bros. Animation et du réseau de télévision The CW.

## Histoire
En 1934, le ranch est acheté par Harry Cohn, directeur de Columbia Pictures Corporation. Jusque là, la société avait ses studios à Sunset & Gower, dans Hollywood, qui servait à la fois de siège social et de lieux de tournage. Par manque de place, Columbia devait louer des plateaux à d’autres sociétés pour pouvoir réaliser tous ses films. Avec l’acquisition de cette nouvelle zone de 160 000 m2, nommée à l’époque Burbank Motion Pictures Stables, le problème fut réglé. L’avantage de ce complexe est qu’il était situé en zone rurale, permettant d’aménager le paysage comme le studio le souhaitait.

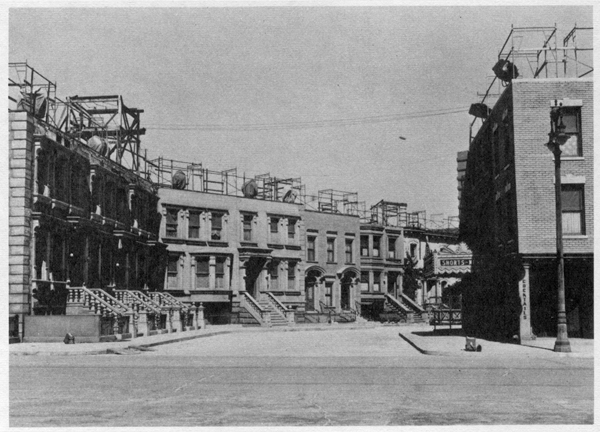
Photo de New York Street

Columbia Pictures utilise dans les années qui suivent le ranch pour toutes les scènes en extérieur. Plusieurs séries y sont filmés, comme Batman, Superman, Captain Midnight (en), Blondie (en), Les Trois Stooges. Durant les années 1960, le ranch est en plein essor : en plus des films de Columbia, ce sont également les séries de la branche télévision de Columbia (Screen Gems) qui y sont tournées.
En 1970, un feu ravageur détruit près d’un quart du complexe. La moitié du plateau Western, le plateau Colonial/European et une partie de Blondie Street brûlent. Bien que rapidement reconstruits, deux nouveaux feux détruisent la partie originelle du ranch, dont New York Street, Modern Street, et la moitié des maisons de Boston Street.
En 1972, Columbia et Warner Bros. réunissent leurs studios de tournage sous le nom de The Burbank Studios, pour combattre les problèmes financiers que rencontrent les deux entreprises. Ainsi le ranch devient un lieu de production annexe pour la Warner, qui possède déjà un vaste complexe de tournage à proximité.
En 1990, Columbia Pictures déménage ses studios de production et de tournage sur l’ancien complexe de la Metro-Goldwyn-Mayer à Culver City. Warner Bros. Entertainment devient donc le seul propriétaire du ranch et le renomme Warner Bros. Ranch.
La fontaine qui se situe en plein milieu du parc a notamment servi pour le générique de début de la série Friends, pour le film Hocus Pocus : Les Trois sorcières ainsi que pour l’adaptation en film de la comédie musicale 1776.
Depuis 2007, les studios de Warner Bros. Animation se trouvent au sein du ranch.
Le 15 avril 2019, Warner Bros. Entertainment annonce que le ranch va être vendu à Worthe Real Estate Group et Stockbridge Real Estate Fund dans le but d’intégrer le complexe plus grand des Burbank Studios plus proche des studios principaux. 
En octobre 2021, il est annoncé la mise en place d'une opération de cession-bail après la vente du ranch à Worthe Real Estate Group et Stockbridge Real Estate Fund. Un plan d'aménagement de 500 millions $ permettra de construire 16 nouveaux plateaux de tournage, un parking à plusieurs niveaux, une cafétéria, une fabrique et 30 000 m2 de bureaux. Warner Bros. Entertainement reprendra possession des lieux en 2025, à la suite de deux ans de travaux,,.

## Caractéristiques
Le Warner Bros. Ranch couvre une superficie de 13 hectares, comprenant notamment les studios d’animation de la Warner et 5 plateaux de tournage intérieurs. On trouve aussi plusieurs rues et bâtiments servant de décors : 
- Blondie Street (anciennement Boston Street) : quartier pavillonnaire
- Park Boulevard : centre-ville
- Piscine

Seules les façades des maisons et bâtiments ont été construits. Pour les scènes d’intérieur, ce sont d’autres plateaux qui sont utilisés. Les rues ont été édifiées de manière à pouvoir prendre une grande variété de plans différents pour créer l’illusion d’un espace bien plus vaste qu’il ne l’est en réalité.

## Tournages
Ci-dessous une liste non exhaustive des programmes ayant été tournés entièrement ou en partie dans le ranch, :
| - Les Horizons perdus (1937) - Seuls les anges ont des ailes (1939) - Ô toi ma charmante (1942) - Le train sifflera trois fois (1952) - L’Équipée sauvage (1953) - Papa a raison (1954) - Feuilles d’automne (1956) - The Donna Reed Show (1958) - La Dernière Fanfare (1958) - Denis la petite peste (1959) - Adèle (1961) - The Hathaways (en) (1961) - Ma sorcière bien-aimée (1964) - Gidget (en) (1965) - Jinny de mes rêves (1965) - Crazy Like a Fox (en) (1965) - Cat Ballou (1965) - La Poursuite impitoyable (1966) - Les Monkees (1966) - La Sœur volante (1967) - Cent filles à marier (1968) - Matt Helm règle son comte (1968) - The Partridge Family (1970) - La Famille des collines (1972) | - Les Horizons perdus (1973) - Huit, ça suffit ! (1977) - L’Affaire Chelsea Deardon (1986) - L’Arme fatale (1987) - Les Sorcières d’Eastwick (1987) - Bird (1988) - Le sapin a des boules (1989) - Corky, un adolescent pas comme les autres (1989) - Les Nerfs à vif (1991) - Hocus Pocus : Les Trois sorcières (1993) - Living Single (en) (1993) - Friends (1994) - True Lies (1994) - Small Soldiers (1998) - Pleasantville (1998) - clip vidéo de Pretty Fly (for a White Guy) de The Offspring - American Beauty (1999) - La Main au collier (2005) - Pushing Daisies (2007) - Crazy Side Order of Life (en) (2007) - The Middle (2009) - WandaVision (2021) |